# Emanuel Berg
Emanuel Berg (Skövde, 28 de diciembre de 1981) es un ajedrecista sueco que tiene el título de Gran Maestro desde 2004. En el ranking de la Federación Internacional de Ajedrez (FIDE) de julio de 2016, tenía un Elo de 2579 puntos, lo que le convertía en el jugador número 3 (en activo) de Suecia. Su máximo Elo fue de 2627 puntos, en la lista de noviembre de 2010 (posición 135 en el ranking mundial).

## Resultados destacados en competición
En 2004 fue tercero en el Abierto de Badalona (el campeón fue Chandran Panchanathan). Tres años después ganó el Campeonato Nórdico y fue subcampeón del Abierto Internacional de Liverpool tras hacer tablas en la última ronda contra Michael Adams. En noviembre de ese mismo año, 2007, participó en la Copa Mundial donde fue eliminado en la primera ronda por Yevgueni Naier. En 2008 fue subcampeón del Memorial Najdorf, empatado a puntos con Tomi Nybäck (el campeón fue Krishnan Sasikiran). En 2009 y 2010 fue campeón de Suecia y en 2015 ocupó los puestos 1.º a 5.º (segundo en el desempate) del Abierto de Västerås con 7 puntos de 9, los mismos que Georg Meier, Hans Tikkanen, Aryan Tari y Martin Lokander.
Berg ha participado, representando a Suecia, en siete olimpiadas de ajedrez entre los años 2002 y 2014 (dos veces como primer tablero), con un resultado de (+24 -21 =21), con un 52,3% de la puntuación. Su mejor resultado lo alcanzó en la Olimpiada de 2014 al obtener 6 de 8 puntos posibles (+4 -0 =4), con el 75,0% de la puntuación y una performance de 2529.